# 27e division d'aviation de chasse
Pour les articles homonymes, voir 27e division.
La 27e division d'aviation de chasse (en russe : 27-я истребительная авиационная дивизия) est une division aérienne des forces de défense antiaérienne soviétiques (no d'unité ?) déployée sur le front de l'Est pendant la Seconde Guerre mondiale.

## Historique
La 27e division d'aviation de chasse est créée le 31 juillet 1940 par la transformation de la 59e brigade d'aviation de chasse et de la 60e brigade d'aviation de chasse sur la base de la résolution du Conseil des commissaires du peuple de l'URSS no 1344-524ss du 25 juillet 1940.
Avec le début de la Grande Guerre patriotique, la division se voit convier la tâche de couvrir les installations de la ville de Bakou et de la région pétrolifère de Bakou en étant déployée sur les aérodromes du 3e corps de défense aérienne. Dans le cadre de la réorganisation du système de défense aérienne, par arrêté du NKO no 0041 du 19 juin 1941, le 8e corps d'aviation de chasse de défense aérienne est déployé sur la base de la division le 7 juillet 1941. Les régiments de la division font partie du corps. Le contrôle de la division dura jusqu'au 22 avril 1942 et fut transformée en groupe d'aviation de chasse pour la défense aérienne du front de Crimée.
La division fit partie de l'armée active du 9 décembre 1941 au 22 avril 1942.

## Composition
| Unités                             | Période                           |
| ---------------------------------- | --------------------------------- |
| 25e régiment d'aviation de chasse  | 31 juillet 1940 - 14 juillet 1941 |
| 36e régiment d'aviation de chasse  | 31 juillet 1940 - 14 juillet 1941 |
| 45e régiment d'aviation de chasse  | 31 juillet 1940 - 14 juillet 1941 |
| 50e régiment d'aviation de chasse  | 31 juillet 1940 - 14 juillet 1941 |
| 82e régiment d'aviation de chasse  | 31 juillet 1940 - 17 juillet 1941 |
| 268e régiment d'aviation de chasse | 9 juillet 1941 - 22 avril 1942    |
| 347e régiment d'aviation de chasse | 9 décembre 1941 - 22 avril 1942   |

## Commandants de division
| Rang                        | Nom                                   | Période                          |
| --------------------------- | ------------------------------------- | -------------------------------- |
| Major général de l'aviation | Alexeï Sergueïevitch Blagoveshchensky | Août 1940 - janvier 1941         |
| Colonel                     | Ivan Karpovitch Starostenkov          | 3 janvier 1941 - 9 juillet 1941  |
| Colonel                     | Ivan Grigorievitch Pountus            | 9 juillet 1941 - 9 décembre 1941 |
| Lieutenant colonel          | Ivan Ivanovitch Ivanov                | 9 décembre 1941 - 1er juin 1942  |

## Batailles et opérations
- Défense antiaérienne du front transcaucasien
- Défense antiaérienne des installations de la ville Bakou et de la région pétrolifère
- Débarquement de Kertch (ru) du 25 décembre 1941 au 2 janvier 1942
- Défense de Sébastopol du 28 janvier 1942 au 15 avril 1942.

## Statistiques
Statistiques pendant la période déploiement sur le front de Crimée au sein de la 44e armée:
| Missions terminées | Avions abattus en vol |
| ------------------ | --------------------- |
| environ 4 000      | 68                    |